# Xã Falls, Quận Cerro Gordo, Iowa
Xã Falls (tiếng Anh: Falls Township) là một xã thuộc quận Cerro Gordo, tiểu bang Iowa, Hoa Kỳ. Năm 2010, dân số của xã này là 993 người.